# سانی ساوت (آلاباما)
سانی ساوت (به انگلیسی: Sunny South) یک منطقهٔ مسکونی در ایالات متحده آمریکا است که در شهرستان ویلکاکس، آلاباما واقع شده‌است. سانی ساوت ۴۹٫۹۹ متر بالاتر از سطح دریا قرار دارد.